# Diamond (Missouri)
Diamond è un comune degli Stati Uniti d'America, situato nello Stato del Missouri, nella contea di Newton.